# Пінеза-да-Мар
Пінеда-де-Мар (кат. Pineda de Mar) - муніципалітет, розташований в Автономній області Каталонія, в Іспанії. Код муніципалітету за номенклатурою Інституту статистики Каталонії - 81635. Знаходиться у районі (кумарці) Марезма (коди району - 21 та MM) провінції Барселона, згідно з новою адміністративною реформою перебуватиме у складі Баґарії (округи) Барселона. За кількістю населення у 2007 р. місто займало 49 місце серед муніципалітетів Каталонії.

## Населення
Населення міста (у 2007 р.) становить 25.568 осіб (з них менше 14 років - 14,7%, від 15 до 64 - 70,6%, понад 65 років - 14,7%). У 2006 р. народжуваність склала 295 осіб, смертність - 202 особи, зареєстровано 119 шлюбів. У 2001 р. активне населення становило 10.372 особи, з них безробітних - 1.565 осіб.

Серед осіб, які проживали на території міста у 2001 р., 12.880 народилися в Каталонії (з них 7.832 особи у тому самому районі, або кумарці), 6.408 осіб приїхало з інших областей Іспанії, а 1.786 осіб приїхало з-за кордону. 

Університетську освіту має 6,2% усього населення. 

У 2001 р. нараховувалося 7.603 домогосподарства (з них 21% складалися з однієї особи, 27,3% з двох осіб,21,4% з 3 осіб, 20,5% з 4 осіб, 6,3% з 5 осіб, 2% з 6 осіб, 0,9% з 7 осіб, 0,3% з 8 осіб і 0,2% з 9 і більше осіб).

Активне населення міста у 2001 р. працювало у таких сферах діяльності : у сільському господарстві - 3,4%, у промисловості - 22,3%, на будівництві - 16,3% і у сфері обслуговування - 58%. 

 У муніципалітеті або у власному районі (кумарці) працює 6.765 осіб, поза районом - 4.073 особи.

### Доходи населення
У 2002 р. доходи населення розподілялися таким чином :
| \| Доходи населення за статтями доходів \| Доходи населення за статтями доходів \| Доходи населення за статтями доходів \| \| Рік \| 2002 р. \| 2001 р. \| \| ------------------------------------ \| ------------------------------------ \| ------------------------------------ \| \| Заробітна платня \| 49,7% \| 51,1% \| \| Доходи від ведення бізнесу \| 30,9% \| 29,1% \| \| Соціальна допомога \| 19,5% \| 19,8% \| |         |         |
| Доходи населення за статтями доходів |         |         |
| Рік | 2002 р. | 2001 р. |
| Заробітна платня | 49,7%   | 51,1%   |
| Доходи від ведення бізнесу | 30,9%   | 29,1%   |
| Соціальна допомога | 19,5%   | 19,8%   |

### Безробіття
У 2007 р. нараховувалося 1.401 безробітний (у 2006 р. - 1.495 безробітних), з них чоловіки становили 41%, а жінки - 59%.

## Економіка
У 1996 р. валовий внутрішній продукт розподілявся по сферах діяльності таким чином :
| \| Валовий внутрішній продукт \| Валовий внутрішній продукт \| Валовий внутрішній продукт \| \| Рік \| 1996 р. \| 1991 р. \| \| -------------------------- \| -------------------------- \| -------------------------- \| \| Сільське господарство \| 1,2% \| 2,4% \| \| Промисловість \| 23,6% \| 27,2% \| \| Будівництво \| 10,3% \| 14% \| \| Послуги \| 64,8% \| 56,4% \| |         |         |
| Валовий внутрішній продукт |         |         |
| Рік | 1996 р. | 1991 р. |
| Сільське господарство | 1,2%    | 2,4%    |
| Промисловість | 23,6%   | 27,2%   |
| Будівництво | 10,3%   | 14%     |
| Послуги | 64,8%   | 56,4%   |

### Підприємства міста

#### Промислові підприємства
| \| Промислові підприємства міста, за сферою діяльності \| Промислові підприємства міста, за сферою діяльності \| Промислові підприємства міста, за сферою діяльності \| \| Рік \| 2002 р. \| 2001 р. \| \| --------------------------------------------------- \| --------------------------------------------------- \| --------------------------------------------------- \| \| Енергетичні та водні ресурси \| 1,3% \| 1,2% \| \| Хімія та метали \| 1,8% \| 2,1% \| \| Переробка металів \| 18,2% \| 16% \| \| Продукти харчування \| 4,9% \| 4,9% \| \| Текстиль \| 55,6% \| 59,3% \| \| Виробництво меблів, видання \| 15,6% \| 14% \| \| Інше \| 2,7% \| 2,5% \| \| Усього підприємств \| 225 \| 243 \| |         |         |
| Промислові підприємства міста, за сферою діяльності |         |         |
| Рік | 2002 р. | 2001 р. |
| Енергетичні та водні ресурси | 1,3%    | 1,2%    |
| Хімія та метали | 1,8%    | 2,1%    |
| Переробка металів | 18,2%   | 16%     |
| Продукти харчування | 4,9%    | 4,9%    |
| Текстиль | 55,6%   | 59,3%   |
| Виробництво меблів, видання | 15,6%   | 14%     |
| Інше | 2,7%    | 2,5%    |
| Усього підприємств | 225     | 243     |

#### Роздрібна торгівля
| \| Підприємства роздрібної торгівлі міста, за сферою діяльності \| Підприємства роздрібної торгівлі міста, за сферою діяльності \| Підприємства роздрібної торгівлі міста, за сферою діяльності \| \| Рік \| 2002 р. \| 2001 р. \| \| ------------------------------------------------------------ \| ------------------------------------------------------------ \| ------------------------------------------------------------ \| \| Продукти харчування \| 26,8% \| 27% \| \| Одяг та взуття \| 24,7% \| 26,5% \| \| Товари для дому \| 13,3% \| 11,9% \| \| Книги та періодичні видання \| 2,1% \| 1,7% \| \| Промислова хімічна продукція \| 6,4% \| 6% \| \| Продукція, пов'язана з транспортними засобами \| 3,7% \| 3,8% \| \| Інше \| 23,1% \| 23,2% \| \| Усього підприємств \| 437 \| 419 \| |         |         |
| Підприємства роздрібної торгівлі міста, за сферою діяльності |         |         |
| Рік | 2002 р. | 2001 р. |
| Продукти харчування | 26,8%   | 27%     |
| Одяг та взуття | 24,7%   | 26,5%   |
| Товари для дому | 13,3%   | 11,9%   |
| Книги та періодичні видання | 2,1%    | 1,7%    |
| Промислова хімічна продукція | 6,4%    | 6%      |
| Продукція, пов'язана з транспортними засобами | 3,7%    | 3,8%    |
| Інше | 23,1%   | 23,2%   |
| Усього підприємств | 437     | 419     |

#### Сфера послуг
| \| Підприємства міста, що працюють у сфері послуг, за діяльністю \| Підприємства міста, що працюють у сфері послуг, за діяльністю \| Підприємства міста, що працюють у сфері послуг, за діяльністю \| \| Рік \| 2002 р. \| 2001 р. \| \| ------------------------------------------------------------- \| ------------------------------------------------------------- \| ------------------------------------------------------------- \| \| Гуртова торгівля \| 12,4% \| 13% \| \| Готелі та готельний бізнес \| 24,4% \| 24,2% \| \| Транспорт та зв'язок \| 16,5% \| 16,9% \| \| Посередницькі фінансові послуги \| 3% \| 2,6% \| \| Послуги підприємствам \| 5,9% \| 6,1% \| \| Послуги фізичним особам \| 22,4% \| 21,9% \| \| Нерухомість та ін. \| 15,5% \| 15,3% \| \| Усього підприємств \| 769 \| 739 \| |         |         |
| Підприємства міста, що працюють у сфері послуг, за діяльністю |         |         |
| Рік | 2002 р. | 2001 р. |
| Гуртова торгівля | 12,4%   | 13%     |
| Готелі та готельний бізнес | 24,4%   | 24,2%   |
| Транспорт та зв'язок | 16,5%   | 16,9%   |
| Посередницькі фінансові послуги | 3%      | 2,6%    |
| Послуги підприємствам | 5,9%    | 6,1%    |
| Послуги фізичним особам | 22,4%   | 21,9%   |
| Нерухомість та ін. | 15,5%   | 15,3%   |
| Усього підприємств | 769     | 739     |

## Житловий фонд
У 2001 р. 9,2% усіх родин (домогосподарств) мали житло метражем до 59 м2, 45,3% - від 60 до 89 м2, 32,4% - від 90 до 119 м2 і
13,1% - понад 120 м2.

З усіх будівель у 2001 р. 34,8% було одноповерховими, 39,6% - двоповерховими, 10,4
% - триповерховими, 5,7% - чотириповерховими, 4,7% - п'ятиповерховими, 2,6% - шестиповерховими,
1,2% - семиповерховими, 1% - з вісьмома та більше поверхами.

## Автопарк
| \| Автомобілі, зареєстровані у місті, за призначенням \| Автомобілі, зареєстровані у місті, за призначенням \| Автомобілі, зареєстровані у місті, за призначенням \| \| Рік \| 2006 р. \| 2005 р. \| \| -------------------------------------------------- \| -------------------------------------------------- \| -------------------------------------------------- \| \| Приватні автомобілі \| 68,1% \| 69,2% \| \| Мотоцикли \| 9,7% \| 8,7% \| \| Вантажівки \| 19,5% \| 19,3% \| \| Трактори \| 0,5% \| 0,5% \| \| Автобуси та ін. \| 2,3% \| 2,2% \| \| Усього автомобілів \| 15.460 шт. \| 14.967 шт. \| |            |            |
| Автомобілі, зареєстровані у місті, за призначенням |            |            |
| Рік | 2006 р.    | 2005 р.    |
| Приватні автомобілі | 68,1%      | 69,2%      |
| Мотоцикли | 9,7%       | 8,7%       |
| Вантажівки | 19,5%      | 19,3%      |
| Трактори | 0,5%       | 0,5%       |
| Автобуси та ін. | 2,3%       | 2,2%       |
| Усього автомобілів | 15.460 шт. | 14.967 шт. |

## Вживання каталанської мови
У 2001 р. каталанську мову у місті розуміли 93,3% усього населення (у 1996 р. - 94,1%), вміли говорити нею 69,3% (у 1996 р. - 
73,5%), вміли читати 69,5% (у 1996 р. - 69%), вміли писати 46,1
% (у 1996 р. - 50,5%). Не розуміли каталанської мови 6,7%.

## Політичні уподобання
У виборах до Парламенту Каталонії у 2006 р. взяло участь 9.036 осіб (у 2003 р. - 9.932 особи). Голоси за політичні сили розподілилися таким чином:
| \| Вибори до Парламенту Каталонії \| Вибори до Парламенту Каталонії \| Вибори до Парламенту Каталонії \| \| Рік \| 2006 р. \| 2003 р. \| \| -------------------------------------- \| ------------------------------ \| ------------------------------ \| \| Конвергенція та Єднання (CiU) \| 31,1% \| 32,8% \| \| Соціалістична партія Каталонії (PSC) \| 30,7% \| 33,7% \| \| Народна партія (PP) \| 12,7% \| 13,9% \| \| Ініціатива за зелену Каталонію (IC) \| 6,9% \| 4,7% \| \| Республіканська лівиця Каталонії (ERC) \| 13,5% \| 13,5% \| \| Громадянська партія (C's) \| 2,5% \| 0% \| \| Інші \| 2,6% \| 1,5% \| |         |         |
| Вибори до Парламенту Каталонії |         |         |
| Рік | 2006 р. | 2003 р. |
| Конвергенція та Єднання (CiU) | 31,1%   | 32,8%   |
| Соціалістична партія Каталонії (PSC) | 30,7%   | 33,7%   |
| Народна партія (PP) | 12,7%   | 13,9%   |
| Ініціатива за зелену Каталонію (IC) | 6,9%    | 4,7%    |
| Республіканська лівиця Каталонії (ERC) | 13,5%   | 13,5%   |
| Громадянська партія (C's) | 2,5%    | 0%      |
| Інші | 2,6%    | 1,5%    |

У муніципальних виборах у 2007 р. взяло участь 9.830 осіб (у 2003 р. - 10.444 особи). Голоси за політичні сили розподілилися таким чином:
| \| Муніципальні вибори \| Муніципальні вибори \| Муніципальні вибори \| \| Рік \| 2007 р. \| 2003 р. \| \| -------------------------------------- \| ------------------- \| ------------------- \| \| Конвергенція та Єднання (CiU) \| 20,9% \| 40% \| \| Соціалістична партія Каталонії (PSC) \| 45,4% \| 28,5% \| \| Народна партія (PP) \| 15,5% \| 16,7% \| \| Ініціатива за зелену Каталонію (IC) \| 2,7% \| 4,4% \| \| Республіканська лівиця Каталонії (ERC) \| 5,1% \| 7,3% \| \| Громадянська партія (C's) \| 0% \| 0% \| \| Інші \| 10,4% \| 3,1% \| |         |         |
| Муніципальні вибори |         |         |
| Рік | 2007 р. | 2003 р. |
| Конвергенція та Єднання (CiU) | 20,9%   | 40%     |
| Соціалістична партія Каталонії (PSC) | 45,4%   | 28,5%   |
| Народна партія (PP) | 15,5%   | 16,7%   |
| Ініціатива за зелену Каталонію (IC) | 2,7%    | 4,4%    |
| Республіканська лівиця Каталонії (ERC) | 5,1%    | 7,3%    |
| Громадянська партія (C's) | 0%      | 0%      |
| Інші | 10,4%   | 3,1%    |